# Berzence
Berzence (slovensko Bistrica, hrvaško Brežnjica/Breznica) je vas na Madžarskem, ki upravno spada v podregijo Csurgói Šomodske županije, kjer naj bi poleg Madžarov in Hrvatov še živeli tudi Šomodski Slovenci.